# Nuno da Cunha

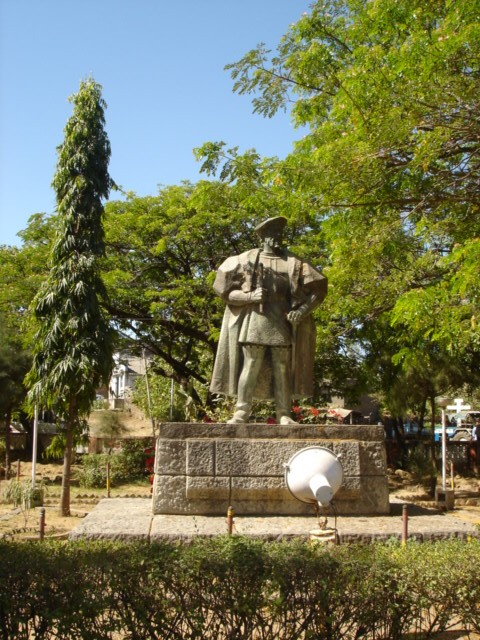
Statue in Diu

Nuno da Cunha (* 1487; † 5. März 1539) war ein portugiesischer königlicher Hofbeamter, Seefahrer, Diplomat und Militär.

## Herkunft
Nuno da Cunha wurde 1487 als ältester Sohn von Tristão da Cunha geboren und wurde von frühester Jugend an am portugiesischen Königshof D. Manuels erzogen. Sein Vater gehörte einem alten portugiesischen Adelsgeschlecht an und gelangte im Dienste des Königshauses bis in die höchsten Ämter am portugiesischen Hof.
Die Mutter Nuno da Cunhas, von Historikern sowohl als D. Antónia Pais als auch als D. Antónia
Albuquerque bezeichnet, war die Tochter von Leonor Pais, Schwester von João Rodrigues, einer der wichtigsten Finanzbeamten (Contador-mor) der Stadt Lissabon und von Pêro Gonçalves, Sekretär des portugiesischen Königs D. Afonso V.
Von seinen Geschwistern ist das Schicksal von zumindest drei seiner Brüder direkt mit dem portugiesischen Estado da Índia verbunden.
Manuel da Cunha gelangte 1510 als Kapitän einer Nau in der Flotte von Gonçalo de Sequeira nach Indien. Er nahm 1510 an der Eroberung von Goa teil und wurde von Afonso de Albuquerque als sehr junger Mann zum königlichen Befehlshaber (Capitão) von Cananor, dem heutigen Kannur, ernannt. Er hatte diese Position jedoch nicht lange inne, da viele Beschwerden über seine Amtsführung erhoben wurden. Der Gouverneur schickte ihn nach Goa, wo er bei Kämpfen im März 1511 starb.
Simão da Cunha heiratete bereits vor 1518 Isabel de Meneses. Damit verband er sich mit den Grã, einer aus dem Lissabonner Bürgertum hervorgegangenen, jedoch bereits geadelten Familie. Deren Stammvater, Estêvão Anes da Grã, war im Patriziat von Lissabon ein wichtiger Unterstützer des ersten Königs aus dem Hause Avis, Johann I., während der Revolution von 1383–85. Simão da Cunha wurde 1521 von D. Manuel zum Befehlshaber der ein Jahr zuvor gegründeten „Armada do Estreito“ (Flotte der Meerenge von Gibraltar) ernannt. Diese Flotte hatte die Aufgabe, die portugiesischen Häfen von See aus zu schützen und zu versorgen. Darüber hinaus war sie beauftragt, die Straße von Gibraltar vor muslimischen Korsaren, aber auch vor französischen und englischen Piraten zu schützen. 1528 ging er als Kapitän der Nau „Castelo“ in der Flotte seines Bruders Nuno nach Indien. Er soll nach dem Gouverneur das zweitwichtigste Amt im Estado da Índia übernehmen, den Posten des „Capitão-mor do Mar“ (Oberbefehlshaber der Flotte in Indien). Er starb noch vor der Ankunft in Indien im Herbst 1529 auf der Insel Hormuz an Fieber.
Ein weiterer Bruder Nuno da Cunhas, Pêro Vaz da Cunha, verheiratet mit Beatrtiz da Silva, der Tochter des königlichen Verwalters (Alcaide-mor) der Kleinstadt Arronches in der Alentejo-Region und Herr von Miranda, verließ ebenfalls 1528 als Kapitän der Nau „Santa Catarina“ im Bestand der Flotte seines Bruders Nuno Lissabon. Er war für die angesehene Funktion des Capitão (königlicher Befehlshaber) von Goa, der Hauptstadt Portugiesisch-Indiens, vorgesehen, doch konnte er dieses Amt niemals antreten, da er bereits 1529 in Ostafrika bei den Kämpfen um Mombasa an seinen Verwundungen starb.

## Leben und Wirken

### Die ersten Jahre im Dienste von D. Manuel
Bereits mit 18 Jahren gewährte ihm König D. Manuel für geleistete Dienste als Fidalgo des königlichen Hauses ab Januar 1505 eine Vergütung von 40.000 reais jährlich.
1506 begleitete er seinen Vater nach Indien, übernahm verschiedene Aufgaben und vertiefte seine militärischen Kenntnisse bei Kämpfen unter dem Befehl von Afonso de Albuquerque, der Nuno da Cunha für bewiesene Tapferkeit und auf Grund seiner militärischen Fähigkeiten zum Ritter schlug. Aber auch der Vizekönig Francisco de Almeida sowie dessen Sohn Lourenço de Almeida nutzten die Kenntnisse von Cunha bei verschiedenen militärischen Auseinandersetzungen in Indien.
Ob Nuno da Cunha gemeinsam mit seinem Vater 1508 oder etwas später nach Portugal zurückkam ist unsicher. Sicher belegt ist aber, dass er 1512 seinen militärischen Dienst für den König in Safi (portugiesisch: Safim) begann. Die in der wohlhabenden Region von Doukkala gelegene marokkanische Handels- und Hafenstadt Safi wurde zwischen 1508 und 1541 von den Portugiesen beherrscht. Der erste portugiesische Befehlshaber (Capitão) der Stadt war Diogo de Azambuja, der Großvater von Nuno da Cunhas erster Frau Maria da Cunha. In den permanenten Scharmützeln und Auseinandersetzungen mit den muslimischen Nachbarn von Safi lernten und vervollkommneten Generationen junger portugiesischer Adliger ihre militärischen Kenntnisse und Fähigkeiten. In Safi kommandierte Nuno da Cunha 100 „Lanzen“, auf seine Kosten bzw. die seiner Familie voll ausgerüstete und bewaffnete Reiter, für etwas mehr als ein Jahr. Danach übernahm er auch diplomatische Aufgaben. So war er zeitweilig an der ab 1514 unter Leitung seines Vaters stehenden Botschaft der Portugiesen in Rom tätig. 1521 begleitete er dann D. Beatriz, Tochter D. Manuels, zu ihrem zukünftigen Ehemann Karl III. nach Savoyen.
In diese Zeit fiel auch die noch unter der Herrschaft D. Manuels erfolgte Ernennung Nuno da Cunhas zu einem der Vedores da Fazenda (im Prinzip zu einem der Finanzminister) des Königreichs Portugal. Ein im Oktober 1521 ausgestelltes Dokument wurde bereits von Nuno da Cunha als Vedor da Fazenda unterzeichnet. Die Chronisten Garcia de Resende und Damião de Góis wiesen darauf hin, dass Nuno da Cunha schon als Vedor da Fazenda am Hofe des Erben der Krone Portugals, D. João, des späteren Johann III., tätig war. Es war daher nur folgerichtig, dass nach dem Tod König D. Manuels der neue Herrscher João bzw. Johann III. die Übergabe dieses wichtigen Amtes von Tristão da Cunha an Nuno da Cunha, d. h. vom Vater an den Sohn, bereits kurz nach seinem am 19. Dezember 1521 erfolgtem Regierungsantritt bestätigte.

### Nuno da Cunha und Johann III.
1524 war Nuno da Cunha wahrscheinlich an den Vorbereitungen einer weiteren Indienreise des zum Vizekönig ernannten Vasco da Gama als Finanzbeauftragter des Königs beteiligt. Eine ganze Reihe von Dokumenten und Rechnungen, die mit dem Bau der Schiffe und der Ausrüstung der Flotte Vasco da Gamas zu tun haben, tragen zumindest seine Unterschrift.
In den Jahren 1525 bis Mitte 1527 war Nuno da Cunha mit der Organisation der Buch- und Nachweisführung in den Verwaltungsbezirken (Comarcas) des Landes beauftragt. Bei dieser für die Berechnung und Planung der Einnahmen des Königreiches äußerst wichtigen Tätigkeit stand er in ständigem und engen Kontakt mit Johann III.
Offensichtlich war der König mit der Arbeiten Cunhas sehr zufrieden, denn 1525 erfolgte als ein weiterer Gunstbeweis die Übergabe der Kommende von Fonte Arcada des Ordens der Christusritter an Nuno da Cunha. Die im Ordensbezirk Penafiel gelegene Güter von Fonte Arcada hat sicherlich zum gesellschaftlichen Prestige von Nuno da Cunha in ideeller und materieller Hinsicht beigetragen. Diese Kommenda ging später von Nuno da Cunha an seinen ältesten Sohn, Pêro da Cunha, über.
Seine Einkünfte als königlicher Finanzbeamter sowie als Inhaber der Kommende von Fonte Arcada ermöglichten Nuno da Cunha ein seinen sozialen Positionen entsprechendes Leben zu führen. Allein das Amt des Vedor da Fazenda des Königreiches war mit Einkünften in Höhe von ca. 210.000 Reais jährlich dotiert. Es war mit verschiedenen Privilegien und Vorteilen verbunden. Dazu gehörten eine Reihe von Gratifikationen bis hin zu den Zahlungen zur Unterstützung für die Unterkunft bei Hofe (Moradias), die einem Mitglied des königlichen Rates gewährt wurden. Zu seinen Einnahmen zählte auch das 1522 verliehene Recht, über die Casa da Índia für bis zu 20.000 reais pro Jahr Gewürze zu verkaufen. Zum Vergleich belief sich das Jahreseinkommen eines Chirurgen oder Wundarztes 1526 in Lissabon auf 20.000 Reais in bar, unter Einbeziehung der zugehörigen Lebensmittelzahlungen (Getreide, Gemüse, Fleisch) erhöht sich das Einkommen auf 29.516 Reais.
Abgesehen von seinen umfangreichen Kenntnissen im Finanzwesen, seinen militärischen Erfahrungen und seinem Wissen über die Verhältnisse in Indien, das er bereits in frühen Jahren an der Seite seines Vaters sammelte, war Nuno da Cunha einer der engsten Vertrauten des seit 1521 regierenden Johann III. All das zusammen führte 1528 zu seiner Ernennung zum neuen Gouverneur der portugiesischen Besitzungen in Indien.

### Die Situation im Estado da Índia
Durch kriegerische Maßnahmen und rücksichtslose Gewalt, andererseits aber auch durch ein abgestuftes System von Verträgen mit einheimischen Herrschern hatten die Portugiesen ihren Estado da Índia errichtet. Vor allem Afonso de Albuquerque trieb diesen Prozess voran. Als er 1515 starb, war von den einst arabischen Befestigungen nur Aden noch nicht in portugiesischer Hand. Aden wurde jedoch 1524 ebenfalls erobert.
Die Herrschaft der Portugiesen in Asien war jedoch alles andere als gesichert. Im Norden Indiens entstand das Mogulreich und breitete sich nach Süden aus. Auch die Osmanen stießen in den westlichen Indischen Ozean vor und die osmanischen Behörden in Ägypten begannen, Berichte über Stärke, Umfang und Eigenarten der portugiesischen Seemacht zu erstellen oder in Auftrag zu geben. Darüber hinaus brach in den späten 1520er Jahren ein erheblicher Streit zwischen den rivalisierenden Anhängern von Pêro Mascarenhas und denen von Lopo Vaz de Sampaio um die verschiedenen Gouverneursposten in Portugiesisch-Indien aus, der beinahe zu einem Bürgerkrieg in den Straßen von Goa, Malakka und Cochin geführt hätte. 1529 schlug der am Königshof sehr einflussreiche Dom Jaime, vierter Herzog von Bragança, sogar vor, die meisten portugiesischen Festungen in Asien aufzugeben, um die verfügbaren Ressourcen auf die portugiesischen Befestigungen in Nordafrika zu konzentrieren.
Auch im Vergleich zu den Erträgen, die die Spanier inzwischen aus ihren amerikanischen Besitzungen bezogen, waren die Portugiesen ins Hintertreffen geraten. Anders als noch 15 Jahre vorher waren um 1530 der portugiesische Hof sowie viele andere Portugiesen überzeugt, dass ihr eigenes Überseeunternehmen nun deutlich weniger erfolgreich war, als das der Spanier.
Um diese unterschiedlichen Probleme zu lösen, war es nicht nur notwendig, die militärische Schlagkraft zu erhöhen und die Verwaltung in Indien zu stabilisieren, sondern auch die wirtschaftliche Basis des Estado da Índia zu stärken. Die Portugiesen wandten sich der Region von Gujarat zu, die jedoch auch das Interesse der Osmanen und des Mogulreiches hervorgerufen hatte.
Das Sultanat von Gujarat, von den Portugiesen auch Sultanat von Cambaia genannt, war nicht nur ein Zentrum für die Herstellung von Kleidung und Textilien aus Baumwolle im Westen Indiens, sondern beherrschte auch die Baumwoll-Handelshäfen. Gujarat war für die Durchsetzung und Aufrechterhaltung des portugiesischen Systems der Besteuerung und des Verkaufs von Lizenzen für den Seehandel (Cartaz-System) im westlichen Indischen Ozean von strategischer Bedeutung.
In seiner „Suma Oriental“ weist Tomé Pires darauf hin, dass die Kenntnisse und Fähigkeiten der Kaufleute Gujarats im Handel, denen der Italiener in Europa um nichts nachstanden. Ein weiterer wichtiger Punkt war die Tatsache, dass die Händler aus Gujarat ihre Geschäfte vorrangig mit Silber- und Kupfermünzen tätigten, während der Süden Indiens eher Goldmünzen bevorzugte. Über ihre königliche Faktorei in Antwerpen konnten die Portugiesen diese Nachfrage vor allem nach Kupfer weitestgehend befriedigen und damit ihre Zahlungsfähigkeit im Asienhandel absichern. Zwischen 1495 und 1521 kaufte die portugiesische Krone in Antwerpen ca. 5200 t hauptsächlich von den Fuggern geliefertes Kupfer aus Ungarn. In den Jahren 1520 bis 1526 verschiffte die königliche Faktorei in Antwerpen jährlich ca. 8650 quintales Kupfer nach Lissabon.

### Nuno da Cunha - der 9. Gouverneur des Estado da Índia
Als Nuno da Cunha mit seinem neuen Amt betraut wurde, war nicht nur die politische Lagen in Indien, sondern auch die finanzielle Situation im Königreich Portugal angespannt. In den Jahren 1525–27 leistete die Krone den höchsten Beitrag zur Finanzierung Portugiesisch-Indiens während der gesamten Existenz des Königreiches. Zum einen stiegen die Ausgaben des Königs ständig, zum andern wurden die Goldmengen, die Elmina zwischen 1525 und 1528 liefern konnte, immer geringer. Außerdem verschlangen die Aufrechterhaltung des Reiches sowie die Hochzeitspolitik des Königshauses (Bindung an das Haus Habsburg) Unsummen. So kostete die Abreise der Witwe D. Manuels, D. Leonor, zurück zu ihrem Bruder Karl V. nach Kastilien und die Heirat der Infantin D. Isabel mit Karl V. die portugiesische Krone insgesamt ca. 1 Mio. Cruzados. Dazu kamen 1529 im Vertrag von Saragossa weitere 350.000 Cruzados als Kompensation an Spanien für die Akzeptanz des portugiesischen Besitzes der Molukken.
Am 18. April 1529 stach Nuno da Cunhas Flotte aus 11 Schiffen mit 2500 für Indien bestimmten Soldaten sowie den dazugehörigen Seeleuten in See. In den Worten des portugiesischen Historikers Joaquim Romero de Magalhães (1942–2018) über die Zusammensetzung der Befehlshaber der Flotten sowie der Kommandoposten in Portugiesisch-Indien führt „die Ernennung eines Gouverneurs dazu, dass sein Familienverband diesen Posten ausbeutet“. Diese „Ausbeutung“ bezieht er nicht nur auf finanzielle Vorteile, sondern auch auf politische Verbindungen zur Sicherung der Verwaltung sowie der eigenen Positionen. Dies trifft auch auf Nuno da Cunha zu. Fünf seiner 11 Schiffe wurden von ihm selbst, von zwei seiner Brüder sowie von zwei seiner Cousins befehligt.
Die Reise von Cunhas Flotte nach Indien stand unter keinem guten Stern. Cunha machte zwar den Herrscher von Mombasa erneut tributpflichtig, jedoch noch vor seiner Ankunft in Goa, der von Cochin (heute Kochi) verlagerten neuen Hauptstadt des Estado da Índia, gingen vier Schiffe der Flotte, darunter das von ihm befehligte Flaggschiff, verloren. Auch seine beiden für wichtige Kommandoposten in Indien vorgesehenen Brüder starben bereits an der ostafrikanischen Küste in Mombasa bzw. auf der persischen Insel Hormus, bevor sie Indien erreichten. Das war ein schwerer Schlag für sein politisches Netzwerk zur Verwaltung der portugiesischen Besitzungen in Indien, denn eine seiner Aufgaben war es, Ruhe und Effektivität in der Verwaltung wieder herzustellen und die Auseinandersetzungen der Anhänger Pêro Mascarenhas' und von Lopo Vaz de Sampaio um die verschiedenen Kommandoposten zu beenden.
Eine ebenso wichtige Aufgabe Cunhas bestand in der Sicherung und dem Ausbau der kommerziellen Vorherrschaft der Portugiesen im westlichen Indischen Ozean. Um das zu erreichen, mussten die seit 1529 andauernden Auseinandersetzungen mit dem muslimischen Sultanat von Gujarat, dessen Handelsverbindungen im Westen bis zum arabischen Aden und im Osten bis zum malaiischen Malakka reichten, siegreich beendet werden.

Illustration aus dem Chester-Beatty Akbar-nāma von ca. 1602: Bahadur Shah ertrinkt bei einer Auseinandersetzung mit den Portugiesen.

1531 scheiterte jedoch ein von Nuno da Cunha geführter direkter portugiesischer Angriff mit einer großen Flotte von ca. 200 Schiffen auf die Insel und Stadt Diu. Auf Grund mehrerer Niederlagen des Sultans von Gujarat gegen das entstehende und expansive Mogulreich an den Nordgrenzen seines Reiches suchte dieser die Unterstützung der Portugiesen. Dafür trat der Sultan 1534 den Portugiesen das nördlich von Mumbai (Bombay) gelegene Bassein (heute Vasai-Virar) und eine ganze Reihe von Wirtschaftsrechten ab. So mussten alle Handelsschiffe Gujarats eine Lizenz für den Handel (Cartaz) beim portugiesischen Befehlshaber von Bassein erwerben, darüber hinaus musste die Einfuhr von arabischen Pferden nach Gujarat ausschließlich über Bassein erfolgen und wurde auch dort besteuert. Nach einer erneuten Niederlage gegen die Mongolen erlaubte der Sultan von Gujarat 1535 den Portugiesen auf der Insel von Diu eine Festung zu errichten. Das schloss jedoch nicht die Kontrolle über den Hafen von Diu sowie die Stadt ein, da Sultan Bahadur glaubte, die Portugiesen wieder zum Rückzug zwingen zu können.
1537 versucht der Sultan von Gujarat, die Kontrolle über die den Portugiesen übergebenen Orte wieder zurückzugewinnen. Das ehemalige Bündnis wurde zunehmend von Misstrauen, gegenseitigen Intrigen und Verdächtigungen geprägt. Sultan Bahadur Shah unterstellte den Portugiesen, ihren Einfluss über die Festung hinaus auf die Stadt Diu und andere wichtige strategische Punkte ausweiten zu wollen, während Nuno da Cunha Informationen über Verhandlungen des Sultans über ein Bündnis mit den Osmanen und anderen muslimischen Herrschern in Indien zugetragen wurden.
Nach einer Unterhandlung zwischen Bahadur Shah und Cunha auf dessen vor Diu liegendem Flaggschiff gerieten die Boote des Sultans auf der Rückfahrt zum Ufer in ein Scharmützel mit portugiesischen Booten. Neben portugiesischen Adligen wie dem Capitão von Diu, Manuel de Sousa, fanden dabei auch der Sultan selbst und eine ganze Reihe Männer aus seinem Gefolge den Tod. Ob es sich beim Tod Bahadur Shahs um einen geplanten Mord oder eine Verkettung verschiedener Umstände handelte, lässt João de Barros offen.
Nach dem Tod des Sultans übernahmen die Portugiesen die Herrschaft über die Stadt und den Hafen von Diu. Sie schufen sich damit eine starke Basis für die kommenden Kämpfe mit den Osmanen in Gujarat. Das Mogul-Reich akzeptierte darüber hinaus die Kontrolle der Portugiesen über Damão (heute: Daman), im Gegenzug unternahmen diese nichts gegen die mongolische Herrschaft im Landesinnern von Gujarat. 1538 hatten die Portugiesen letztlich die Kontrolle über einen großen Teil der Küste zwischen dem heutigen Mumbai und Diu erreicht. Die nun entstandene „Província do Norte“ umfasste nicht nur die Festungen und Orte an der Küste, sondern auch einen beträchtlichen Teil des Umlandes.
Im September 1538 erschien eine große, aus Ägypten kommende osmanische Flotte vor der Festung Diu, konnte diese jedoch trotz mehrwöchiger Belagerung (1. Belagerung von Diu) nicht nehmen.
Ebenfalls im Herbst 1538 erreichte der Nachfolger Cunhas im Amt des Gouverneurs von Indien, Vizekönig D. Garcia de Noronha, Indien. Nuno da Cunha hatte mit drei Amtsperioden von jeweils drei Jahren die längste Amtszeit aller Gouverneure von Portugiesisch-Indien absolviert. Im Großen und Ganzen hat er die vom König gestellten Aufgaben erfüllt und den Estado da Índia wirtschaftlich, militärisch und politisch stabilisiert. Wie bei einer Vielzahl von portugiesischen Amtsträgern in Indien gab es auch gegen Nuno da Cunha eine Reihe von Klagen wegen seiner Amtsführung. Er war daher aufgefordert, sich nach seiner Rückkehr in Lissabon vor einem königlichen Gericht zu verantworten. Dazu kam es jedoch nicht mehr. Anfang März 1539 starb er schwer erkrankt auf der Rückreise nach Portugal vor der südafrikanischen Küste. Auf eigenen Wunsch erhielt er eine Seebestattung.

## Familie
Die erste Frau von Nuno da Cunha war D. Maria da Cunha, Tochter von Martim da Silveira, Herr und Bürgermeister (Alcaide-mor) von Terena, einer Kleinstadt im Alentejo. Ihr Bruder Manuel de Silveira gehörte der Gesandtschaft unter Tristão da Cunha nach Rom an, so dass es wahrscheinlich ist, dass die Hochzeit vor 1514 stattgefunden hat. Ihre Mutter war eine Tochter von Diogo de Azambuja. Nach dem frühen Tod von D. Maria, wurde auch die zweite Ehe Nuno da Cunhas mit einer Nebenlinie der Silveiras geschlossen. Seine zweite Frau war Isabel de Vilhena, Tochter von Nuno Martins da Silveira, Herr von Góis, und Schwester von Luís da Silveira, später der erste Conde von Sortelha. Luís da Silveira war einer der engsten Vertrauten von D. João III. Er hatte immer Hofämter inne und begann seine Karriere als Befehlshaber der Leibwache von D. João III., als dieser noch Thronfolger war. Diese Position nahm Silveira auch nach der Thronbesteigung D. Joãos weiterhin war.
Durch diese zweite Heirat wurde Nuno da Cunha als Schwager auch ein engster Verwandter des Barão do Alvito. Die Barone von Alvito übten im Finanzbereich des Königreiches als Vedores da Fazenda unter Manuel I. und João III. einen überragenden Einfluss aus.
Aus den beiden Ehen gingen folgende Nachkommen hervor:
Aus der Ehe mit D. Maria da Cunha
- Pedro da Cunha, verheiratet in erster Ehe mit D. Luisa de Castro Abeca de Alcunha, einer Tochter des 3. Conde von Monsanto und in zweiter Ehe mit D. Maria Henriques;
- D. Maria da Cunha, verheiratet mit D. Alvaro da Silva, dem 3. Conde von Portalegre;
- D. Antonia;
- Tristão da Cunha, jung verstorben.

Aus der Ehe mit D. Isabel de Vilhena
- João Nunes da Cunha, verheiratet mit D. Felipa de Corte Real;
- D. Antonia de Albuquerque.

Darüber hinaus war Nuno da Cunha aus einer Beziehung mit einer unbekannten Frau der Vater einer Tochter, D. Maria da Cunha.